# Néstor Mora Zárate
Néstor Oswaldo Mora Zárate (Bogotà, 20 de setembre de 1963 - Manizales, 20 de febrer de 1995) va ser un ciclista colombià que fou professional entre 1985 i 1995, any de la seva mort.
Com a amateur va prendre part en els Jocs Olímpics de Los Angeles de 1984, en la prova de ruta. Com a professional els majors èxits els aconseguí a la Volta a Colòmbia. També va aconseguir una etapa a la Volta a Espanya
Va morir atropellat per un camió, juntament amb dos companys més, durant un entranament. El camioner va intentar fugir després de l'accidentperò va poder ser detingut.

## Palmarès
- 1982
  - 1r a la Volta a Colòmbia sub-23
- 1987
  - Vencedor d'una etapa de la Volta a Colòmbia
  - Vencedor d'una etapa del Clásico RCN
- 1988
  - Vencedor d'una etapa de la Volta a Colòmbia
  - 1r a la Volta a Boyacá
- 1990
  - Vencedor d'una etapa de la Volta a Espanya
  - Vencedor d'una etapa de la Volta a Colòmbia
- 1991
  - Vencedor de 2 etapes de la Setmana Catalana
  - Vencedor d'una etapa de la Volta a Colòmbia
  - 1r a la Volta a Boyacá
  - 1r a la Volta a Cundimarca
- 1992
  - 1r a la Clàssica dels Ports
- 1993
  - Vencedor d'una etapa de la Volta a Colòmbia
  - Vencedor d'una etapa del Clásico RCN

### Resultats al Tour de França
- 1985. 118è de la classificació general
- 1986. 83è de la classificació general
- 1987. 63è de la classificació general
- 1990. 90è de la classificació general

### Resultats a la Volta a Espanya
- 1986. 23è de la classificació general
- 1987. 21è de la classificació general
- 1988. 42è de la classificació general
- 1989. 46è de la classificació general
- 1990. 42è de la classificació general. Vencedor d'una etapa
- 1991. 29è de la classificació general
- 1992. 35è de la classificació general
- 1993. 33è de la classificació general
- 1994. 60è de la classificació general

### Resultats al Giro d'Itàlia
- 1985. 67è de la classificació general
- 1993. 37è de la classificació general
- 1994. 71è de la classificació general